# 아드난 하스코비치
아드난 하스코비치(Adnan Hasković, 1984년 12월 23일 ~ )는 보스니아 헤르체고비나의 배우이다.